# Робертов, Виктор Робертович
Виктор Робертович Робертов (5 апреля 1937, Киев — 9 января 2016, Харьков) — советский и украинский актёр оперетты, заслуженный артист Украинской ССР (1977), лауреат муниципальной премии имени Ивана Марьяненка, стипендиат премии им. Л.Курбаса национального Союза театральных деятелей Украины, лауреат дайджеста «Человек года — 2006»

## Биография
Родился и воспитывался в семье известного Украинского режиссёра и актёра театра Киевской оперетты Р. Р. Робертова и матери — ведущей актрисы и танцовщицы того же театра О. И. Котте
В 1957—1958 гг. учился в Киевском высшем музыкальном училище им. Р. М. Глиэра по классу вокала и виолончели.
В 1958—1961 проходил школу актёрского мастерства в Харьковском театральном институте у выдающегося актёра и педагога, соратника Леся Курбаса, народного артиста СССР И. А. Марьяненко.
- 1961—1965 гг. — артист Донецкого театра русской драмы в г. Мариуполе,
- 1965—1968 гг. — артист Днепропетровского драматического театра им. М. Горького,
- 1968—2016 гг. — артист Харьковского академического театра музыкальной комедии (ХАТМК).

На сцене ХАТМК сыграл множество самых разнообразных ролей в классических и современных спектаклях — опереттах, мюзиклах, рок-операх, музыкальных комедиях, музыкальных сказках для взрослых и детей. Например, роль Зупана в оперетте И. Штрауса «Цыганский барон» он играл трижды в разных постановках разных режиссёров: А. Синявского (1972), В. Дубчака (1981), В. Канделаки (1986). И каждый раз актёрское исполнение соответствовало замыслу режиссёра. Один из самых любимых спектаклей В. Робертова «Сильва» И. Кальмана, поставленный в 1968 году режиссёром И. Радомиским, дирижёром А. Видулиной и художником С. Йоффе и сохранившимся в репертуаре и в 2016 году. В.Робертов и был приглашён в ХАТМК именно на роль Бони, которую с блеском и огромным зрительским успехом исполнял много лет; с возрастом он превратился в отца Эдвина князя Воленюка, а ещё через несколько лет стал постоянным закулисным театралом Ферри. В свой 65-летний юбилей актёр в одном спектакле сыграл все три роли. Подобные сценические перевоплощения артиста можно было видеть в спектаклях «Цыган-премьер» И.Кальмана, «Донна Люция или Здравствуйте, я ваша тётя» О.Фельцмана, а также в «Принцессе цирка» И. Кальмана.

## Роли в спектаклях
1. 1968 — «Сильва» И. Кальмана — Бони Каниславу
2. 1968 — «Целуй меня, Кэт!» К.Портер — Гангстер
3. 1969 — «Пионер-99» Е. Жарковского — Олег
4. 1969 — «Пионер-99» Е. Жарковского — Снейк
5. 1969 — «На рассвете» О. Сандлера — Смит
6. 1969 — «Приключения Буратино» В. Дружинина — Артемон
7. 1970 — «Весёлая вдова» Ф. Легара — Негош
8. 1970 — «Марица» И. Кальмана — Карл Липпенберг
9. 1970 — «18 лет» В.Соловьёв-Седого — Вася
10. 1970 — «Последний чардаш» И.Кальмана — Полковник Якосуки
11. 1970 — «Венские встречи» И.Штрауса — Ларгос
12. 1970 — «ВЕНСКИЕ ВСТРЕЧИ» И.Штрауса — Шпехт
13. 1970 — «Ноль ноль в нашу пользу» М.Скорика — Жак Оливье
14. 1970 — «Ноль-ноль в нашу пользу» М.Скорика — Ведущий
15. 1970 — «Ноль ноль в нашу пользу» М.Скорика — Средний жених
16. 1971 — «Любит? Не любит?» Д.Клебанова — Чаркин
17. 1971 — «Вольный ветер» И.Дунаевского — Филипп
18. 1971 — «Верка и алые паруса» М. Лившиц, Г.Портнова — Арам
19. 1972 — «Цыганский барон» И.Штрауса — Зупан
20. 1972 — «Хелл,Долли!» Д.Германа — Эмброз
21. 1972 — «В поисках невесты» Г.Мовсесяна — Борис
22. 1972 — «Кошкин дом» П.Вальдгардта — Кот-Рассказчик
23. 1972 — «Перикола» Ж.Оффенбаха — Дон Андрес де Рибейра
24. 1973 — «На рассвете» О.Сандлера — Генерал Гришин-Алмазов
25. 1973 — «Василий Тёркин» А.Новикова — Василий Тёркин
26. 1974 — «Испанский соловей» Л.Фаля — Дон Рамон
27. 1974 — «Граф Люксембург» Ф. Легара — Бриссар
28. 1974 — «Вторая свадьба в Малиновке» И.Поклада — Димич
29. 1974 — «Вторая свадьба в Малиновке» И.Поклада — Шурудило
30. 1974 — «Барышня-крестьянка» И.Ковнера — Иван Петрович Берестов
31. 1974 — «Вторая свадьба в Малиновке» И.Поклада — Попандопуло
32. 1974 — «Принцесса цирка» И.Кальмана — Тони
33. 1974 — «Принцесса цирка» И.Кальмана — Виконт Дюбуа
34. 1975 — «Четверо с улицы Жанны» А.Сандлера — Курт Гофмайер
35. 1975 — «Проделки Ханумы» Г.Канчели — Тимотэ
36. 1976 — «Жёлтый дьявол» Г.Гладкова — Леопольд Антрекот
37. 1976 — «Принцесса цирка» И.Кальмана — Барон Шатолнеф
38. 1976 — «Бабий бунт» Е.Птичкина — Федот
39. 1977 — «Емелино счастье» М.Дунаевского — Емеля
40. 1977 — «У самого синего моря» И.Ковача — Врач
41. 1977 — «Цыганская любовь» Ф.Легара — Драгомир
42. 1978 — «Прекрасная Елена» Ж.Оффенбаха — Царь Менелай
43. 1978 — «Донна Люция» или «Здравствуйте, я ваша тётя» А.Фельдмана — Бабс Баберлей
44. 1978 — «Товариш Любовь» В.Ильина — Матрос Швандя
45. 1979 — «Баядера» И.Кальмана — Наполеон
46. 1979 — «Старые дома» А.Фельцмана — Старый актёр
47. 1980 — «Фиалка Монмартра» И.Кальмана — Министр изящных искусств
48. 1980 — «Летучая мышь» И.Штрауса — Фальк
49. 1982 — «Цыганский барон» И.Штрауса — Зупан
50. 1982 — «Сестра Керри» Р.Паулса — Герствуд
51. 1983 — «Цыган-премьер» И.Кальмана — Актёр Кадо
52. 1983 — «Цыган-премьер» И.Кальмана — Император Франц Иосиф
53. 1984 — «Милый друг» В.Лебедева — Жорж Дюруа
54. 1985 — «Весёлая вдова» Ф.Легара — Негош
55. 1985 — «Весёлая вдова» Ф.Легара — Барон Мико Зета
56. 1986— «Юнона и Авось» А.Рыбникова — Губернатор Сан-Франциско Хосе Дарио Аргуельо
57. 1986— «Марица» И.Кальмана — Мориц
58. 1987 — «Дорогая Памела» М.Самойлова — Сол Бозо
59. 1988 — «Ночь в Венеции» И.Штрауса — Маркиз
60. 1988— «Золушка» А.Спадавеккиа — Сказочник
61. 1990 — «Монарх, блудница и монах» А.Журбина — Савонарола
62. 1992— «Сватанье на Гончаровке» К.Стеценко — Солдат Скорик
63. 1993 — «Иисус Христос — суерзвезда» Э.Уэббера — Понтий Пилат
64. 1994 — «Прекрасная Галатея» Ф.Зуппе — Мидас
65. 1996 — «Муж за дверью» Ж.Оффенбаха — Художник
66. 2001 — «Тайна волшебного ключика» В.Дружинина — Карабас
67. 2006 — «Орфей в аду» Ж.Оффенбаха — Гермес
68. 2009 — «Тайна Дон Жуана» М.Самойлова — Дон Оттавио
69. 2010 — «Бабий бунт» Е.Птичкина — Дед Захар

## Звания и награды
- Заслуженный артист Украинской ССР (1977).
- Лауреат муниципальной премии имени Ивана Марьяненко.
- Стипендиат премии им. Л.Курбаса национального Союза театральных деятелей Украины.
- Лауреат дайджеста «Человек года — 2006».
- Почетный золотой знак Харьковского Академического театра музыкальной комедии.[1]